# Závadka (Michalovce)
Závadka es un municipio del distrito de Michalovce en la región de Košice, Eslovaquia, con una población estimada a final del año 2024 de 426 habitantes.
Se encuentra ubicado al noreste de la región, en la cuenca hidrográfica del río Bodrog (afluente derecho del Tisza) y cerca de la frontera con la región de Prešov, Ucrania y Hungría.

## Demografía
| Año        | 1994 | 2004    | 2014    | 2024    |
| ---------- | ---- | ------- | ------- | ------- |
| Población  | 412  | 429     | 448     | 426     |
| Diferencia |      | +4,12 % | +4,42 % | −4,91 % |

| Año        | 2023 | 2024    |
| ---------- | ---- | ------- |
| Población  | 423  | 426     |
| Diferencia |      | +0,70 % |